# Annie Tagoe
Annie Tagoe (* 4. Juni 1993) ist eine britische Sprinterin, die sich auf den 100-Meter-Lauf spezialisiert hat. Mit der britischen 4-mal-100-Meter-Staffel gewann sie 2023 die Bronzemedaille bei den Weltmeisterschaften in Budapest.

## Sportliche Laufbahn
Erste internationale Erfahrungen sammelte Annie Tagoe bei den 2010 erstmals ausgetragenen Olympischen Jugendspielen in Singapur in 11,73 s den vierten Platz im A-Finale. Zudem gewann sie mit der europäischen Sprintstaffel (1000 Meter) in 2:07,59 min die Bronzemedaille. Im Jahr darauf startete sie mit der britischen 4-mal-100-Meter-Staffel bei den Junioreneuropameisterschaften in Tallinn und verhalf dort der Mannschaft zum Finaleinzug und trug damit zum Gewinn der Bronzemedaille bei. Auch bei den Juniorenweltmeisterschaften in Barcelona kam sie mit der Staffel im Vorlauf zum Einsatz und verhalf dem Team damit zum Finaleinzug. 2013 gewann sie bei den U23-Europameisterschaften in Tampere in 43,83 s die Silbermedaille hinter dem Team aus Deutschland. Nach mehreren erfolglosen Jahren startete sie 2023 mit der Staffel bei den Weltmeisterschaften in Budapest und verhalf dem Team zum Finaleinzug und trug damit zum Gewinn der Bronzemedaille durch das britische Team bei.

## Persönliche Bestzeiten
- 100 Meter: 11,43 s (+1,6 m/s), 8. Juli 2023 in Manchester
  - 60 Meter (Halle): 7,41 s, 26. Februar 2011 in Birmingham